# 黑眼鰺
黑眼鰺（学名：Caranx latus），為輻鰭魚綱鱸形目鱸亞目鰺科鰺屬下的一个种，屬於亞熱帶海水魚。

## 分類及命名
本種於1831年，由瑞士自然學家路易斯·阿加西斯（Louis Agassiz）首先根據從巴西水域採集的標本進行科學描述。Agassiz與德國生物學家Johann Baptist von Spix共同撰寫了一篇名為Selecta Genera et Species Piscium Brasiliensium的文章，並與其他三個鰺科魚類一起發表了這篇描述。新物種被放置在Caranx屬中，隨後進行了一次修訂，將物種重新分類在Xurel屬，現在被認為是Carangoides的初級同義詞。該物種已被重新描述並再命名三次，所有這些同樣被認為是初級同義詞。

## 分布
本魚分布於大西洋區，西大西洋從美國紐澤西州、加勒比海至巴西聖保羅；東大西洋包括幾內亞灣、亞森松島海域，深度0-140公尺。

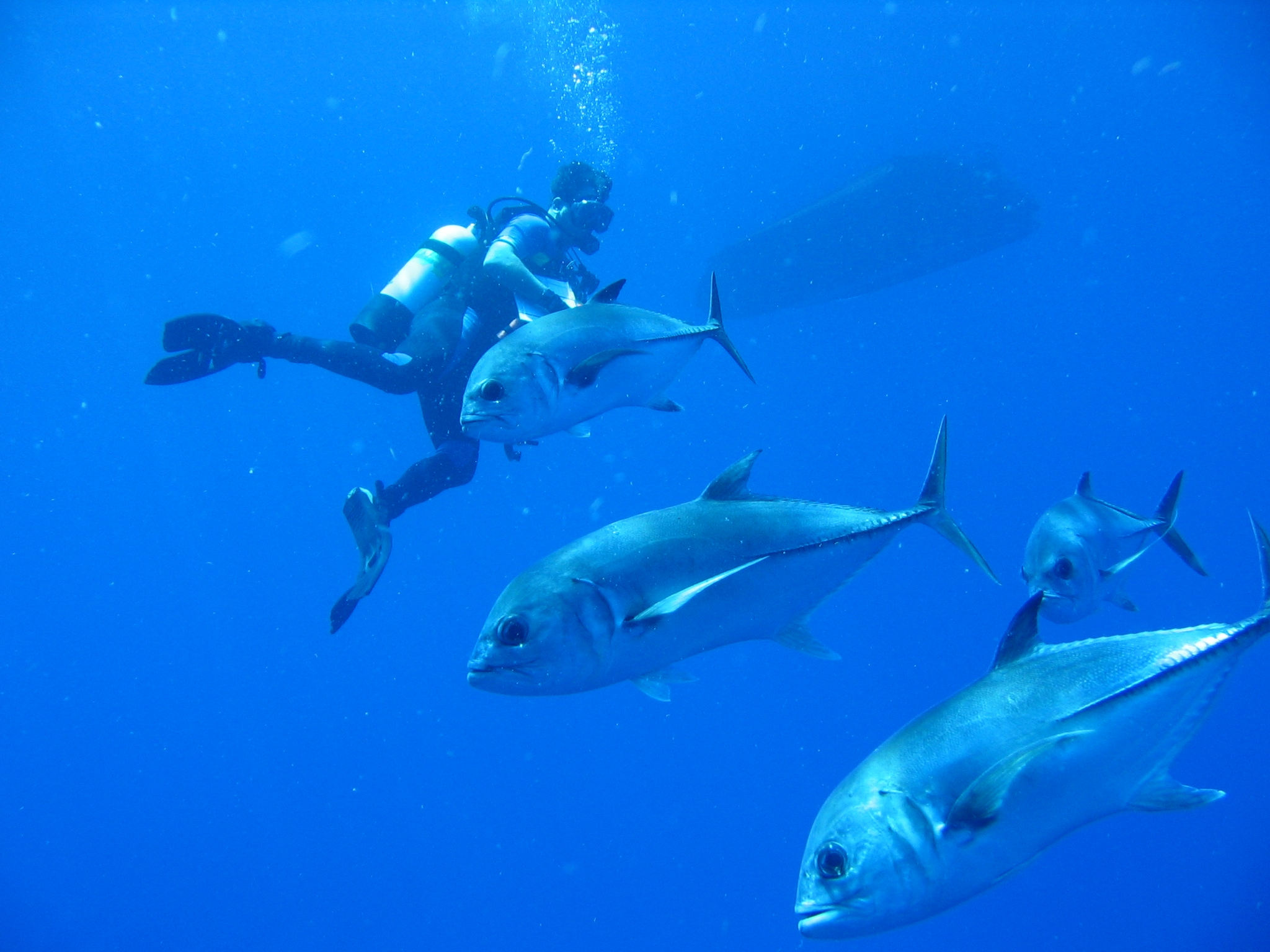
黑眼鰺及潛水者

## 特徵
本魚為本科大型魚類，體呈橢圓型且側扁，背部輪廓在前面變得更加強烈彎曲，眼睛由發育良好的脂肪眼瞼覆蓋，頜骨的後肢垂直在眼睛的後緣之下或之後。背鰭2個，背鰭硬棘8-9枚、背鰭軟條20-22枚、臀鰭硬棘2-3枚、臀鰭軟條16-17枚，胸鰭是鐮刀形的並且長於頭部的長度，側線具有明顯且適度長的前弓。上頜包含一系列堅固的外部犬齒，內部帶有較小的牙齒，而下顎包含一排牙齒。體色通常呈深藍色至銀白色，腹面呈銀白色至金色。在一些個體中，背鰭軟條和尖瓣的尖端可以是深藍色至黑色。尾鰭呈黃色至暗色。稚魚在體側約五個黑色直條紋，隨著年齡的增長而逐漸消失，體長可達101公分，體重可達13.4公斤。

## 生態及經濟利用
本魚屬大洋性魚類，通常成群在外海礁石區活動，稚魚則出現在沿海沙質區海域或河口區，屬肉食性，以其他魚類、蝦及其他無脊椎動物等為食，可做為食用魚、遊釣魚及觀賞魚，有雪卡魚毒的紀錄。